# Мичуринский (Искитимский район)
Мичуринский — посёлок в Искитимском районе Новосибирской области. Входит в состав Мичуринского сельсовета.

## География
Площадь посёлка — 134 гектара

## Население
| 2002 | 2007 | 2010 |
| ---- | ---- | ---- |
| 363  | ↗390 | ↗552 |

## Инфраструктура
В посёлке по данным на 2007 год функционирует 1 учреждение здравоохранения.